# Constantin Stanislavski
Constantin Sergeevich Alexeiev(nome de batismo), em russo:  Константин Сергеевич Алексеев, mais conhecido por Constantin Stanislavski, em russo Константин Станиславский (Moscou, 5 jul./ 17 de janeiro de 1863 greg. — Moscou, 7 de agosto de 1938) foi um ator, diretor, pedagogo e escritor russo de grande destaque entre os séculos XIX e XX.
Stanislavski é mundialmente conhecido pelo seu "sistema" de atuação para atores e atrizes, onde reflete sobre as melhores técnicas de treinamento, preparação e sobre os procedimentos de ensaios. Embora pensadas para o teatro, suas proposituras cênicas são largamente utilizadas por artistas de cinema e televisão.

## Surgimento
Desde pequeno Stanislávski teve contato com todos os tipos de artes, filho de um fabricante de tecidos, adotou o nome artístico de origem polonesa para não comprometer sua família. Sua primeira apresentação amadora ocorreu quando ainda tinha sete anos em um teatro que seu pai mandara construir em sua casa. Neste local, também conhecido como Círculo Alexeiev, aconteciam vários encontros com atores, diretores, músicos, artistas plásticos conhecidos. Após os casamentos na família, esses encontros começaram a ficar mais raros.
Em 1885, Stanislávski torna-se um dos cinco diretores da Sociedade Musical Russa, e, em 1888 ele funda a Sociedade Literária de Moscou, um grupo amador no qual passa a estudar a arte teatral com grandes personalidades da época, como o diretor Fiédotov. Este empreendimento não teve muito sucesso econômico, o que levou Stanislavski a arcar sozinho com todas as despesas, entretanto gradualmente ele se torna conhecido como um dos grandes atores russos.
Após trocar correspondências com Vladímir Ivânovitch Niemiróvitch-Dântchenco (1858 – 1943), popular escritor e professor de arte dramática do Conservatório de Moscou; inicia, no dia 22 de junho de 1897; no Slaviánski Bazar (Mercado Eslavo, nome de um restaurante), não só uma conversa histórica, mas um diálogo, sobre um empreendimento, que marcaria o teatro no século XX: a fundação do Teatro de Arte (ou Artístico) de Moscou Acessível a Todos, que depois passaria a ser conhecido como o Teatro de Arte de Moscou (TAM) (Senelick pgs. 6-7).
Foi neste local que Stanislávski, durante anos, teve a oportunidade de testar métodos e técnicas no trabalho de preparação do ator. Muito destes foram deixados de lado e outros aprofundados. Estes seus estudos geraram o conhecido "sistema" Stanislávski (como ele mesmo o chamava), com suas várias facetas .

## Os estilos do TAM
Laurence Senelick descreve que o primeiro grande sucesso do TAM foi a sua estreia com a peça Czar Fyodor Ioannovich de Lev Nikoláievich Tolstói (14 de outubro de 1898) desenvolvida a partir de um arqueológico detalhamento naturalista em cena, uma inovação na cena contemporânea (pg.6). Entretanto o resto da temporada não teve tal sucesso, justamente pelo estilo naturalista que não serviu tão bem às outras peças. O que teria salvo o repertório foi a encenação da peça de Anton Tchekhov A Gaivota, sugerida por Danchenko que se tornaria um dos principais dramaturgos da companhia. As peças de Tchecov se tornaram um novo estilo nas encenações do TAM com seus longos silêncios, modulações sutís, todas submetidas ao extremo detalhamento naturalista (Senelick, pg.6).
Em 1902, Danchenko apontava as encenações de A Gaivota de Checov e O Inimigo do Povo de Ibsen como textos que ele havia sugerido. Stanislávski, por outro lado, também gostava de peças fantásticas (fantasy plays) e era interessado por questões relativas a encenação e a técnicas de atuação. Em 1905, impressionado com experimentos de improvisação realizados por um dos atores de sua companhia, Meierhold, Stanislavski convida-o a desenvolver seus trabalhos em busca de novas formas de interpretação para encenar Maeterlinck. Em 1907, as relações entre Danchenko e Stanislavski quase levam a ruptura do empreendimento.
Em 1908, Stanislávski vende sua parte das ações, e se limita a dirigir duas peças por temporada, com uma peça experimental que poderia ser vetada por Danchenko, que se tornara o diretor da companhia. A produção da experimental fantasia O Pássaro Azul por Stanislávski (1908) foi um sucesso tão grande que o leva a pensar num empreendimento semelhante para o próximo ano, daí surge o interesse de chamar o diretor inglês Edward Gordon Craig para encenar uma tragédia de William Shakespeare. Craig era um conhecido  crítico do naturalismo (Senelick pgs. 6 e 7).

## Um "sistema" para a interpretação do ator
Como se sabe, a maior parte dos textos que Stanislavski escreveu e que o notabilizaram como “homem de teatro” é dedicada à reflexão sobre o trabalho dos atores. Ao romper com o constrangimento e a artificialidade que guiavam os atores ao terem de agir diante do público, ao que se somava a tradição de um gestual codificado, Stanislavski sugere ao ator: “quando estiver em cena, viva de acordo com as leis naturais”.

Sobre a sua sistematização do trabalho do ator, Stanislávski afirma:
| “ | O que realmente significa, escrever sobre o que é passado e já foi feito? O sistema vive em mim mas não tem contorno ou forma. O sistema é criado no ato de escrevê-lo. Esta é a causa de porque eu tenho que ficar trocando o que eu tinha antes escrito. (Benedetti, J. Stanislavski and the Actor: The Method of Physical Action, p.22) | ” |

Jean Benedetti descreve que as primeiras anotações sobre o sistema foram feitas por Stanislávski ainda em 1906 e que sua primeira parte estava pronta já em 1920 (Benedetti, Stanislavski an Introduction, Kindle Ed.). Jaco Guinsburg cita as inquietações de Stanislavski na busca de um forma teatral apurada: 

| “ | Nós estávamos protestando contra a forma de se atuar no palco, contra a teatrada e o pathos afetado, a declamação e a representação exageradas, contra o sistema de estrelato que arruinava o ensemble, contra o modo como as peças eram escritas, contra a insignificância dos repertórios. A fim de rejuvenescer a arte, declaramos guerra contra todos os convencionalismos do teatro: no desempenho, direção, cenários, trajes, entendimento das peças etc. | ” |

Impulsionado por renovações cênicas, compromissos e por experiências ao longo de sua vida, Stanislávski criou, desenvolveu, sistematizou e aprimorou o que chamou de  “sistema” . Este se embasava nas ações físicas, as quais "[...], por sua vez, transmitem o espírito interior do papel que estamos interpretando [...]", sendo elas abastecidas pela vida e pela imaginação que o ator empresta à personagem. Assim sendo, a partir de Stanislavski, ações físicas, espírito interior, imaginação, são palavras chaves e integradas em todos os métodos de interpretação para o ator desde então.
Stanislávski afirma, sobre seu sistema:
| “ | O sistema é um guia. Abra-o e leia-o. O sistema é um livro de referência, não uma filosofia. Quando a filosofia começa o sistema termina. Você não pode atuar no sistema: você pode trabalhar com ele em casa, mas, estando no palco, você deve colocá-lo de lado.(...) Não há sistema. Existe apenas a Natureza. O objetivo da minha vida tem sido chegar tão perto quanto possa ao assim chamado sistema, isto é da natureza da criação. As leis da arte são as leis da Natureza. O nascimento de uma criança, o crescimento de uma árvore, a criação de uma personagem são elementos de uma mesma ordem. O estabelecimento de um sistema, isto é, as leis do processo criativo, é essencial porque no palco, pelo fato de ser público o trabalho da natureza é violado e suas leis são infringidas, o sistema re-estabelece estas leis, recoloca a natureza humana como a norma (...) O primeiro aspecto do sistema é colocar o inconsciente para trabalhar. O segundo, assim que se inicia, é coloque o "sistema" de lado (leave it alone). (Benedetti, Stanislavski an Introduction, Kindle Ed.) | ” |

Ao todo, sobre o  “sistema” , Stanislávski tem publicado em português um total de quatro obras: Minha Vida na Arte, A preparação do Ator, A Construção da Personagem e A Criação de um Papel; os três últimos livros, em nossa língua, foram traduzidos por Pontes de Paula Lima, da versão feita pela norte-americana Hapgood. Esta traduziu e editou apenas uma seleção dos escritos originais russos. Estas versões possuem omissões de palavras, frases, idéias e capítulos inteiros, que se originam de decisões de cortes da edição da tradutora norte-americana (Mauch e Camargo, 2010). Novas traduções tem sido realizadas em outras línguas, procurando-se traduzir a obra completa sem cortes, destaque-se Benedetti - inglês e Salomón Merener, ed. Quetzal - espanhol, esgotada (Mauch, Dellari e Camargo, 2010).
Há uma primeira publicação em português de Minha Vida na Arte, com tradução de Ester Mesquita (SP:Anhembi, 1956). Esta é uma tradução parcial do extenso original russo, realizada a partir da edição francesa, traduzida do russo por Nina Gourfinkel.
Um ponto determinante do programa stanislavskiano é a investigação a respeito das sutilezas psicológicas, emocionais e comportamentais dos personagens, vivenciadas pelos atores. Para se aproximar o máximo possível desses mecanismos sutis do comportamento humano, Stanislavski propõe um jogo dinâmico em que os atores deveriam operar sobre sua própria subjetividade de modo a “vivenciar o personagem”.

## Influência e desenvolvimento do "sistema"

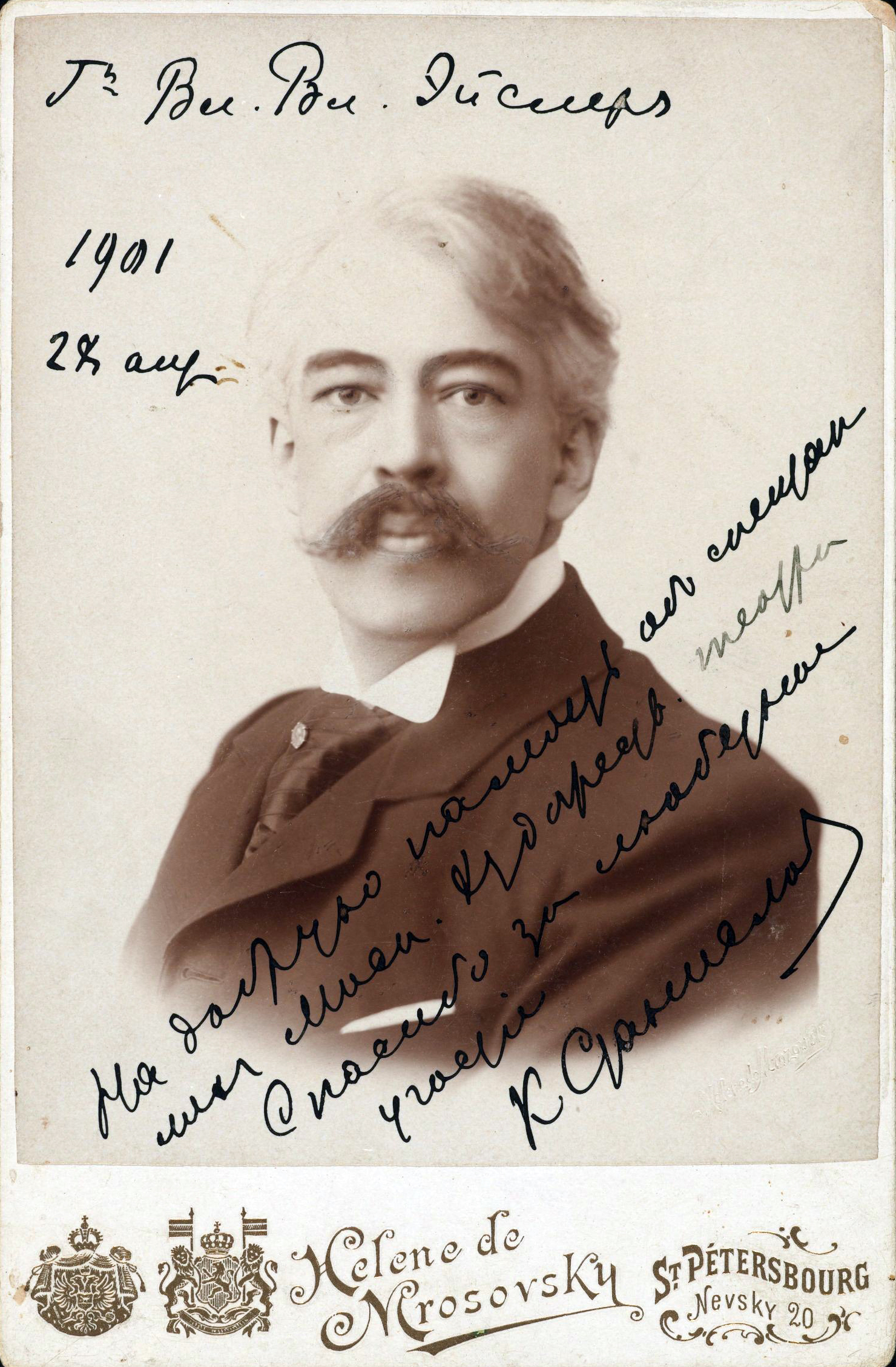
Stanislavski, c. 1901.

Stanislávski também influiu na ópera moderna, e impulsionou os trabalhos de escritores como Máximo Gorki e Anton Tchecov. Em 1905, funda o primeiro Teatro Estúdio (Moscou), um local para experimentações que será dirigido por Meyerhold (Meyerhold, Alberto Editor, pg 119).
Seu sistema, também chamado de Método das Ações Físicas, teve diversos seguidores, nas várias fases em que foi desenvolvido. Um de seus alunos (Richard Boleslavski), fundou em 1925 o "Laboratório de Teatro", nos Estados Unidos. Esta iniciativa, baseada apenas na chamada "memória emotiva", causou grande impacto no teatro americano, mas a técnica de Stanislávski tem ainda outros aspectos.
Stella Adler foi a única norte-americana que estudou com Stanislávski, em Paris, durante 5 semanas no ano de 1934, seguindo assim o Método de Ações Físicas. Adler apresentou o esta abordagem a Lee Strasberg, como ela também ator e diretor do Group Theater, que o rejeitou, - motivo pelo qual Adler declarou que ele "entendeu tudo errado". Strasberg é um dos nomes principais no desenvolvimento do Método do Actors Studio, uma leitura do sistema desenvolvido por Stanislávski.
De 1934, ano em que Adler estudou com ele, até sua morte em 1938, Stanislávski continuou no desenvolvimento de seu sistema, acrescentando novas idéias e reforçando as já desenvolvidas.

## Conceitos
Análise Ativa
Segundo o diretor e ator russo-brasileiro Kusnet, a Análise Ativa é uma maneira dos atores analisarem o material proposto pelo texto dramatúrgico na ação cênica, nos ensaios, ou seja, procurar compreender a obra dramática através da ação praticada ou improvisada pelos intérpretes dos papéis a partir de conhecimentos superficiais da peça, e não na base de grandes estudos cerebrais de entendimento do texto. (Kusnet, 1987, p. 98)
Sobre os principais conceitos desenvolvidos por Stanislávski, também é possível ler a tese de Nair Dagostini, que traz o Método de Análise Ativa esmiuçado, bem como esclarecimentos sobre os equívocos provocados pelas traduções de Hapgood.
Subtexto
| “ | A parte mais substancial de um subtexto está nas idéias (…) nele implícitas, e que transmitem a linha de lógica e coerência (da personagem) de forma clara e definida. (…) As palavras são parte (…) da corporificação externa da essência interior de um papel (…). Subtexto é tudo aquilo que o ator estabelece como pensamento (e motivação) do personagem antes, depois e durante as falas do texto. (Stanislavsky, 1997, p. 175 e 176) | ” |

| “ | O subtexto é uma espécie de comentário efetuado pela encenação e pelo jogo do ator, dando ao espectador a iluminação necessária à boa recepção do espetáculo (Stanislavsky 1963, 1966) | ” |

Subtexto é aquilo que não está escrito explicitamente no texto dramático e é colocado nele a partir da análise do texto pelo ator. O subtexto estabelece o estado motivacional da personagem e também uma distância entre o que é dito no texto e o que é mostrado pela cena, podendo inclusive contradizer ou aprofundar aquilo que a personagem está realizando.

## Legado e atores
Charlie Chaplin disse, sobre Stanislavsky:
O livro de Stanislávski, "A preparação do ator", pode ajudar todas as pessoas, mesmo longe da arte dramática."
Stanislávski lutou por facilitar o trabalho do ator. Mas, acima de tudo, declarou:
"Crie seu próprio método. Não seja dependente, um escravo. Faça somente algo que você possa construir. Mas observe a tradição da ruptura, eu imploro."
O Actors Studio, em Nova Iorque, é uma das principais escolas que desenvolve uma particular forma de compreender o sistema que se tornou conhecida como Método, com grande ênfase no aspecto psicológico da construção da personagem.  Entre muitos atores de cinema que participaram desta escola temos: Jack Nicholson, Marilyn Monroe, James Dean, Marlon Brando, Montgomery Clift, Steve McQueen, Paul Newman, Warren Beatty, Geraldine Page, Dustin Hoffman, Robert De Niro, Al Pacino, Jane Fonda, Benicio Del Toro, Mark Ruffalo, Johnny Depp e Sean Penn.

## Obras
Português
- Minha Vida na Arte. Tradução de Ester Mesquita. São Paulo: Anhembi, 1956. Tradução parcial do original russo. Tradução feita a partir da edição francesa de Nina Gourfinkel.
- Minha Vida na Arte. Tradução de Paulo Bezerra (do original russo). Rio de Janeiro: Civilização Brasileira. 1989.
- A Preparação do Ator. Tradução: Pontes de Paula Lima (da tradução norte-americana). Rio de Janeiro: Civilização Brasileira. 1964. (edição digital em português, pela Bibliotrónica Portuguesa)
- A Construção da Personagem. Tradução: Pontes de Paula Lima (da tradução norte-americana). Rio de Janeiro: Civilização Brasileira. 1970
- A Criação de um Papel. Tradução: Pontes de Paula Lima (da tradução norte-americana). Rio de Janeiro: Civilização Brasileira. 1972
- Manual do Ator. Editora Martins Fontes. 1988. Compilação de frases sobre interpretação retiradas das obras de Stanislávski.
- Stanislávski. Vida, obra e sistema (dos originais russos). Organizado por Aimar Labaki e Elena Vássina. São Paulo: Funarte, 2016. (cadernos de anotações, registros dos ensaios e cartas, além de depoimentos e memórias de atores, diretores, colegas e discípulos de Stanislávski.)
- O Trabalho do Ator, diário de um aluno. São Paulo, Martins Fontes. 2017. ISBN:9788580632521.
- O Trabalho do Ator Sobre Si Mesmo. São Paulo, Editora 34. 1º semestre de 2022. (no prelo). Tradução de Diego Moschkovich e Marina Nogaeva Tenório

Russo
- Moia Zhizn v Iskusstve (Minha Vida na Arte). 1925.
- Rabota Aktera nad  Soboj - v tvortsheskom protsesse perezhivanie. Tshast I (O Trabalho do Ator sobre si Mesmo - Parte 1) 1938.
- Rabota Aktera nad Soboj - v tvortsheskom protsesse voploshshenija. Tshast II (O Trabalho do Ator sobre si Mesmo - Parte 2) 1948.
- Rabota Aktera nad Rolju (O Trabalho do Ator sobre seu Papel). 1957
- My Life in Art. Moscou. Foreign Languages Publishing. House, 1963 (publicado na URSS).
- Sobranie sotshinenii (Obras Completas) 1951-1964. 8 vols.
- Sobranie sotshinenii (Obras Completas) segunda edição 1988-1999. 9 vols.

Espanhol
Estas publicações foram feitas diretamente da ed. russa e seu conteúdo difere das traduções ao português.

Há outras traduções ao espanhol mas que seguem a primeira versão norte-americana, realizadas por Hapgood.
- El Trabajo del Actor Sobre su Papel. Tradução de Salomón Merener. Buenos Aires: Quetzal.1977.
- El Trabajo del Actor Sobre Sí Mismo en el Proceso Creador de las Vivencias. Tradução de Salomón Merener. Buenos Aires: Quetzal. 1980
- Mi Vida en el Arte. Tradução de Salomón Merener. Buenos Aires: Quetzal 1981
- El Trabajo del Actor Sobre Sí Mismo en el Proceso Creador de la Encarnación. Tradução de Salomón Merener. Buenos Aires: Quetzal. 1983
- Correspondencia. Tradução de Salomón Merener Buenos Aires: Quetzal.

Inglês
Começam a ser publicadas versões completas de acordo com os originais russos.
- My Life in Art Tradução Jean Benedetti, Routledge London and New York 2008.
- An Actor's Work. a Student's Diary. Tradução de Jean Benedetti unificando os dois volumes, seguindo o original russo 2009.
- An Actor’s Work on a Role. Tradução de Jean Benedetti 2009.

Alemão
Franco Ruffini aponta a edição alemã-oriental das obras completas, como outra edição “fiel” aos originais russos no ocidente
- Bühne der Wahrheit.

## Livros, Dissertações e Teses sobre Stanislávski
- ALBRICKER, Vinícius. A fala cênica sob o entrelaçamento dos princípios e procedimentos de Konstantin Stanislávski e Declan Donnellan. Belo Horizonte: Dissertação (Mestrado em Arte e Tecnologia da Imagem) – Escola de Belas Artes, Universidade Federal de Minas Gerais, 2014.
- ASLAN, Odete. O Ator no Século XX. São Paulo: Perspectiva, 2006.
- BONFITTO, Matteo. O Ator Compositor. São Paulo: Perspectiva.
- BENEDETTI, Jean. Stanislávski - Uma Introdução.
- DAGOSTINI, Nair. tese doutorado O método de análise ativa de K. Stanislávski Faculdade de Filosofia, Letras e Ciências Humanas (FFLCH/USP)
- GUINSBURG, Jacó. Stanislavski, Meierhold e Cia. São Paulo: Perspectiva.
- GUINSBURG, Jacó. Stanislavski e o Teatro de Arte de Moscou. São Paulo: Perspectiva.
- KNEBEL, Maria. Análise-ação: Práticas das idéias teatrais de Stanislavski. São Paulo: Editora 34, 2017. Reúne dois livros de Maria Knebel, A palavra na arte do ator (1954) e Sobre a análise ativa da peça e do papel (1959), com outros artigos.
- MARTINS, Laédio José. Análise Ativa: Uma Abordagem do Método das Ações Físicas na Perspectiva do Curso de Direção da UFSM/RS.
- MOSCHKOVICH, Diego Fernandes Garcia. Tradução e análise das experiências do Estúdio de Ópera e Arte Dramática (1935-1938). Tese FFLCH, literatura russa. Orientação Elena Vássina. 2019.
- SANTOS, Adailson Costa dos. Teatro das Emoções e Emoções no Teatro: Diálogos entre Neurociência e Stanislavski Goiânia: Dissertação (Mestrado em Performances Culturais) - EMAC, UFG, 2016.
- SILVA, Marta Isaacsson. "Le Processus Créateur de l'Acteur: Stanislavski et Grotowski,étude d'une filiation". Université de Paris III, 1991.
- RIPELLINO, Angelo Maria. O Truque e a Alma. Tradução de Roberta Barni. São Paulo: Perspectiva.
- RIZZO, Eraldo Pera. Ator e Estranhamento: Brecht e Stanislavski, Segundo Kusnet. São Paulo: Senac, 2001.
- TAKEDA,  Cristiane Layher. O Cotidiano de uma Lenda. São Paulo: Perspectiva.
- TAKEDA, Cristiane Layher. Minha vida na arte de Konstantin Stanislavski: os caminhos de uma poética teatral.ECA/USP.
- TOPORKOV, Vassili. Stanislavski ensaia. São Paulo: É realizações, 2016.
- VASSINA, Elena; LABAKI, Aimar. Stanislavski: vida, obra e sistema. São Paulo: Funarte, 2015.

## Artigos sobre Stanislávski
- BENEDETTI, Jean. Stanislávski e o Teatro de Arte de Moscou.
- CAMARGO, R. Teatro e Fragmentos: Construindo Emoções, Pensamentos e Razoes in Editora UCG, 2008.
- CARNICKE, Sharon Marie.  A Preparação do Ator - O Trabalho do Ator Sobre Si Mesmo: Uma Comparação da Versão em Inglês com a Versão Russa de Stanislávski.
- CARNICKE, Sharon Marie. Stanislávski na Integra e Sem Censura.
- CARNICKE, Sharon Marie. O Sistema de Stanislávski - Caminhos para o Ator.
- COSTA, Iná Camargo. Stanislavski na Cena Americana Estud. av. vol.16 no.46 São Paulo Sept./Dec. 2002
- DEUSELICE, J.; CAMARGO, R. Razão e Emoção, Entendendo a relação ator-personagem. Anais do Conpeex 2008 - UFG.
- HERCOMBE, Peter. O Século de Stanislávski. (Documentário parte I);
- HERCOMBE, Peter. O Século de Stanislávski. (Documentário parte II);
- HERCOMBE, Peter. O Século de Stanislávski. (Documentário parte III)
- MARTINS, Laédio José. Equívocos Recorrentes nas Traduções de Stanislávski.
- MAUCH, Michel. Stanislavski, Aprender pela Vivência. TCC/UFG. 2010
- MAUCH, M., DELLARI Jr., A., CAMARGO, R. Tabela Stanislavski Um estudo das traduções de Stanislavski no ocidente. Abril 2010
- «MAUCH, M.; CAMARGO,R. O Método Stanislavski: A edição de a Construção da Personagem em português e espanhol, um estudo comparativo. Anais do CONPEEX 2008 - UFG»
- MAUCH, M., FERNANDES, A., CAMARGO, R. Um Elo Perdido: Stanislavski, Música e Musicalidade. Teatro, Gesto e Palavras. Anais Semin. Nac. Pesqu. em Música. 2010
- MAUCH, M. CAMARGO, R. A “Verdade” de Stanislavski e o ator criador: Elos Perdidos na Tradução ao Português da obra a Construção da Personagem. IV Simpósio Internacional de História: Cultura e Identidades. 2010
- MAUCH, M., FERNANDES, A., CAMARGO, R. O Rei Stanislavski no tempo da pós-modernidade. Revista Fênix 2010
- MERLIN, Bella. O Trabalho do Ator Está Finalmente Terminado.
- TEIXEIRA, Ana et CAMARGO, R. Spolin e Stanislavski: Intersecções no Ensino e na Prática do Teatro Revista Fênix, set/dez 2010.
- FERNANDES, Adriana. Dalcroze, a Música e o Teatro. Fundamentos para o Ator Compositor. Revista Fênix, set/dez 2010. Dossiê o Tapete Voador... Teorias do Espetáculo e da Recepção.
- SENELICK, Laurence. A Dupla Vida na Arte de Stanislávski.